# Bit Adini

Bit Adini im damaligen Staatengefüge zwischen Euphrat und Chabur

Bit Adini war ein aramäisches Fürstentum an der großen Flussschleife des oberen Euphrat, die Hauptstadt war Til Barsip (Masuwari). Es wurde vermutlich im 10. Jahrhundert v. Chr. gegründet und hatte in der ersten Hälfte des 9. Jahrhunderts die Vorherrschaft über Aram-Naharaim (Nordsyrien) inne.
Zwischen 877 und 866 v. Chr. wird Bit Adini unter dem damaligen König Aḫuni von Aššur-nâṣir-apli II. tributpflichtig gemacht. Im 8. Jahrhundert gelang es den örtlichen Herrschern, die westlichen Teile des Gebietes von Karkemiš einzunehmen. So wurde Til-Baschir 857 und Til Barsip 865 eingenommen.
Bit Adini stand dem assyrischen Vordringen nach Westen im Weg. Assyriens neue Hauptstadt Kalhu wurde durch Aššur-nasir-apli II. unter anderem mit Deportierten aus Bit Adini besiedelt. Sein Sohn Salmānu-ašarēd III. (regierte 858–824) kämpfte bereits in seinem ersten Regierungsjahr, als er bis zum „Meer des Sonnenaufgangs“ (Mittelmeer) zog, gegen Bit Adini, Bit Agusi und Karkemiš. Im zweiten Regierungsjahr belagerte er Til Barsip, allerdings erfolglos. Der König Aḫuni floh jenseits des Euphrats. Im Jahr 3 seiner Herrschaft konnte Šulmanu-ašared Til Barsip einnehmen, zusammen mit den Festungen Pitru und Mutkinu, die sich die Aramäer angeeignet hatten. Im Jahr 4 schließlich zog der assyrische König gegen Aḫuni und nahm ihn und seine Familie gefangen. Zahlreiche Einwohner von Bit Adini wurden deportiert (den Annalen zufolge 22.000), das Land der Provinz Harran angegliedert und Til Barsip selbst in Dūr-Šulmanu-ašared umbenannt.
In der ersten Hälfte des 8. Jahrhunderts v. Chr. ist Šamši-ilu als Statthalter überliefert, der die westlichen Teile von Aram naharaim, darunter auch Bit Adini verwaltete. Die Torlöwen des Nordosttores von Til-Barsip tragen den Namen von Šamši-ilu, mit den Titeln tûrtan (Zweiter nach dem König) und nagīru rabû (oberster Herold), Verwalter der Tempel und Oberbefehlshaber des Heeres. Er war außerdem Statthalter von Hatti, Guti und des gesamten Landes von Narmar. Er rühmt sich auch der Unterwerfung von Urartu. Der Name des Königs taucht nirgendwo in der Inschrift auf, was extrem ungewöhnlich ist und auf eine Schwächeperiode der Zentralregierung hindeutet.
Schainschi-ilu war in den Jahren 780 unter Salmānu-ašarēd IV., 770 unter Aššur-dan III. und 752 unter Aššur-nirari V. Eponymenbeamter, hatte also für mindestens 29 Jahre eine hervorragende Stellung inne.
Bit Adini ist eventuell mit dem biblischen Bet Eden (byt ʿdn) (Amos 1, 5) identisch.

## Herrscher
- Aḫuni (zur Zeit von Aššur-nasir-apli II. und Šulmanu-ašared III.)

Für die vorherigen neo-hethitischen Herrscher von Mašuwari siehe Til Barsip.